# Rio Cernica
O Rio Cernica é um rio da Romênia, afluente do Rio Prahova, localizado no distrito de Prahova.